# Give It Up (KC and the Sunshine Band)
Give It Up è un singolo del gruppo disco statunitense KC and the Sunshine Band, estratto dall'album del 1982 All in a Night's Work.
Nonostante il calo di popolarità della musica disco all'inizio degli anni '80, la canzone ebbe un grande successo sia negli Stati Uniti, dove raggiunse la posizione numero 18 della Billboard Hot 100, sia in Gran Bretagna, dove conquistò la vetta della UK Singles Chart (diventando il 18° singolo più venduto dell'anno). Il brano arrivò inoltre in seconda posizione in Belgio e in terza in Australia.